# Marmolada
Marmolada (em italiano:  Marmolada) conhecida também como "Regina delle Dolomiti" (Rainha das Dolomitas) é um maciço dos Alpes, mais propriamente do Grupo da Marmolada, subcordilheira das Dolomitas, com altitude de 3 343 m. 

## Localização
Fica a leste da cidade de Trento e é o ponto mais alto das Dolomitas e a nona mais proeminente dos Alpes. Antes da Primeira Guerra Mundial, a fronteira Áustria-Itália passava no topo da montanha.
A montanha tem vários cumes que, diminuindo de altitude de oeste para leste, são: Punta Penia (3 343 m), Punta Rocca (3 309 m), Punta Ombretta (3 230 m), Monte Serauta (3 069 m), e Pizzo Serauta ( 3 035 m).

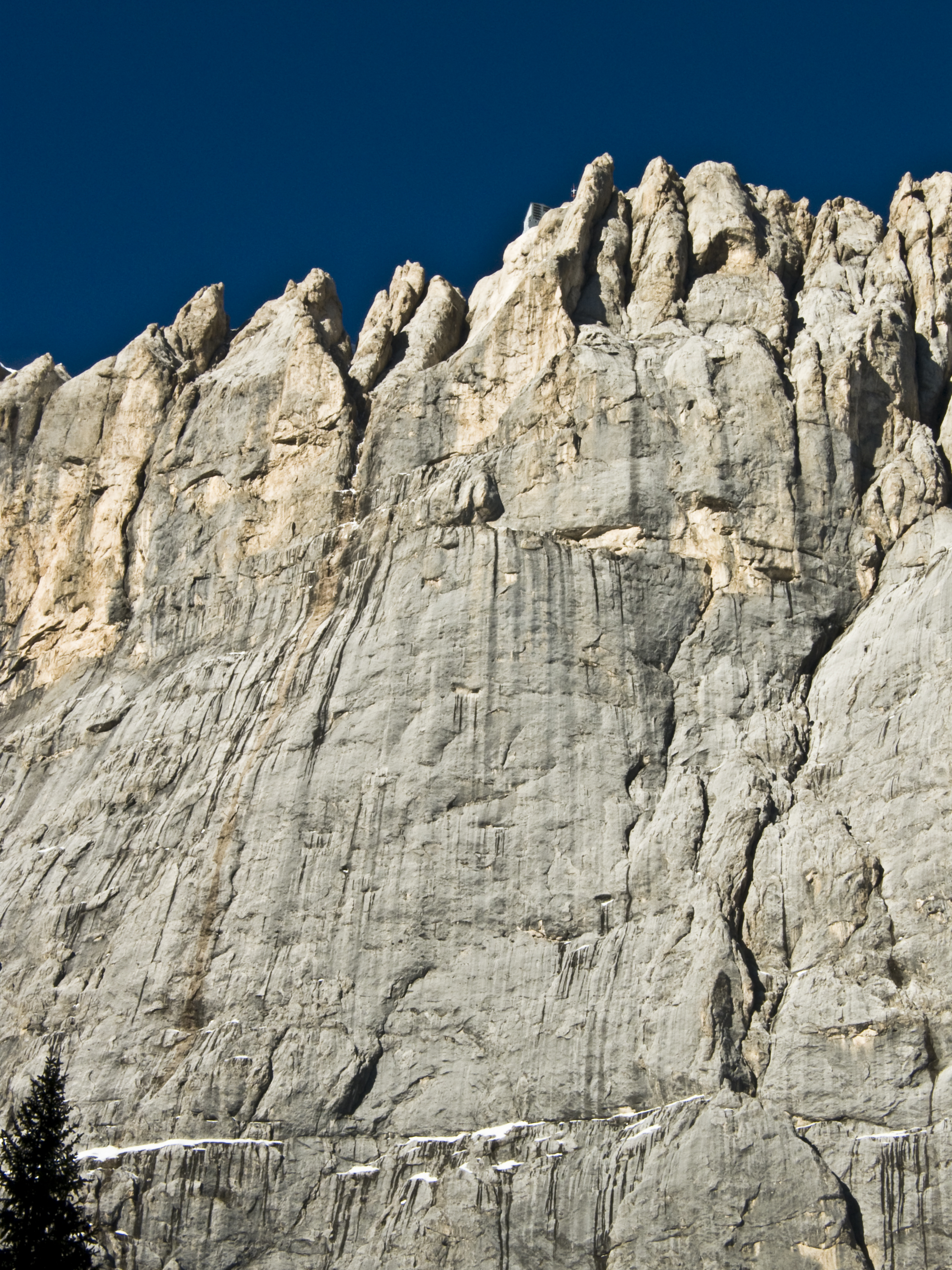
A vertente sul do Marmolada d'Ombretta.

### Classificação
A classificação alpina SOIUSA considera o Marmolada como um grupo alpino e atribui-lhe a seguinte classificação:
- Grande parte = Alpes Orientais
- Grande setor = Alpes Orientais-Sul
- Secção = Dolomitas
- Subsecção = Dolomitas de Gardena e de Fassa
- Supergrupo = Dolomitas de Fassa
- Grupo = Grupo do Marmolada
- Códig  = II/C-31.III-B.9

## Galeria

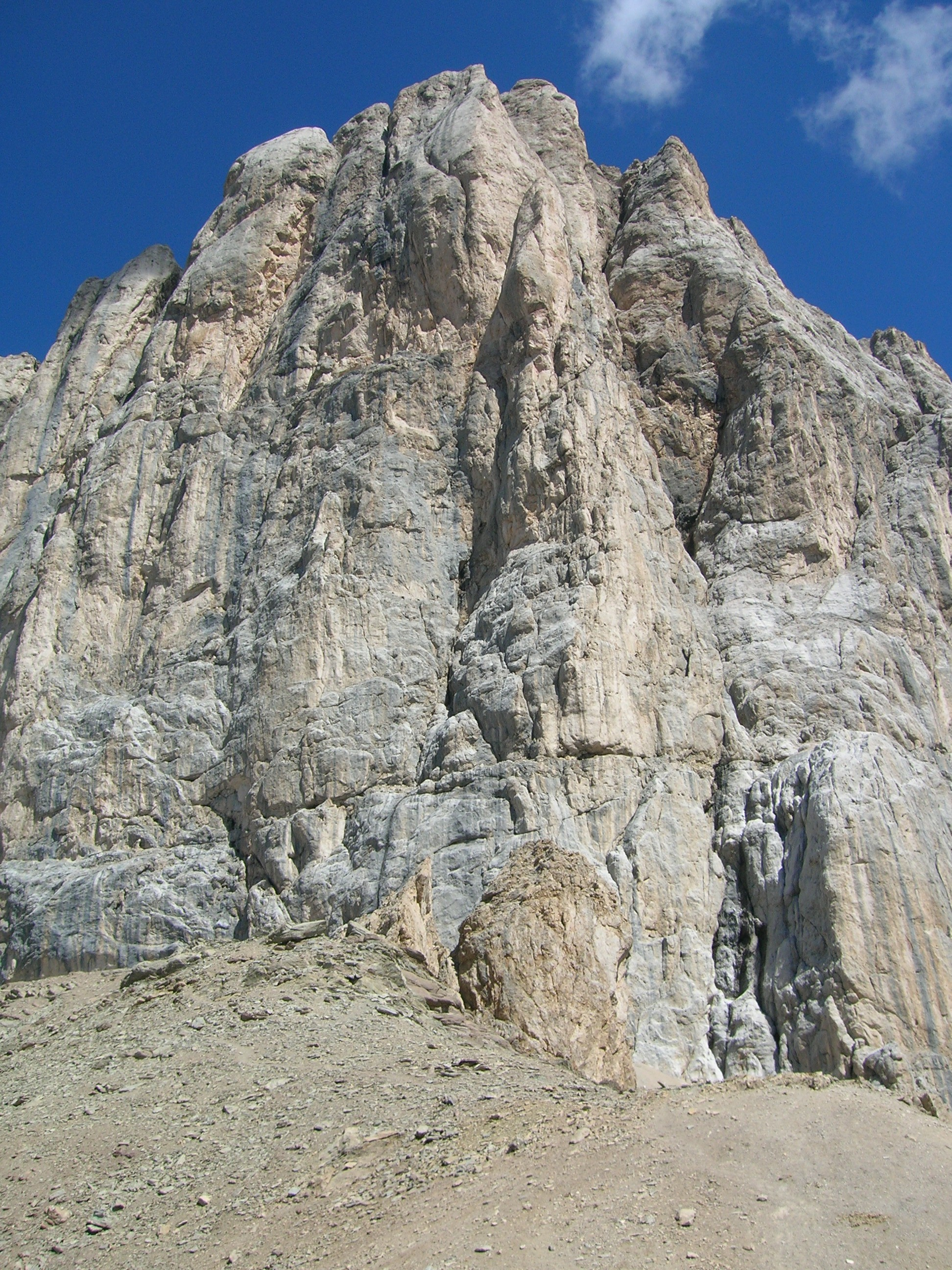
Parede sudoeste do Marmolada
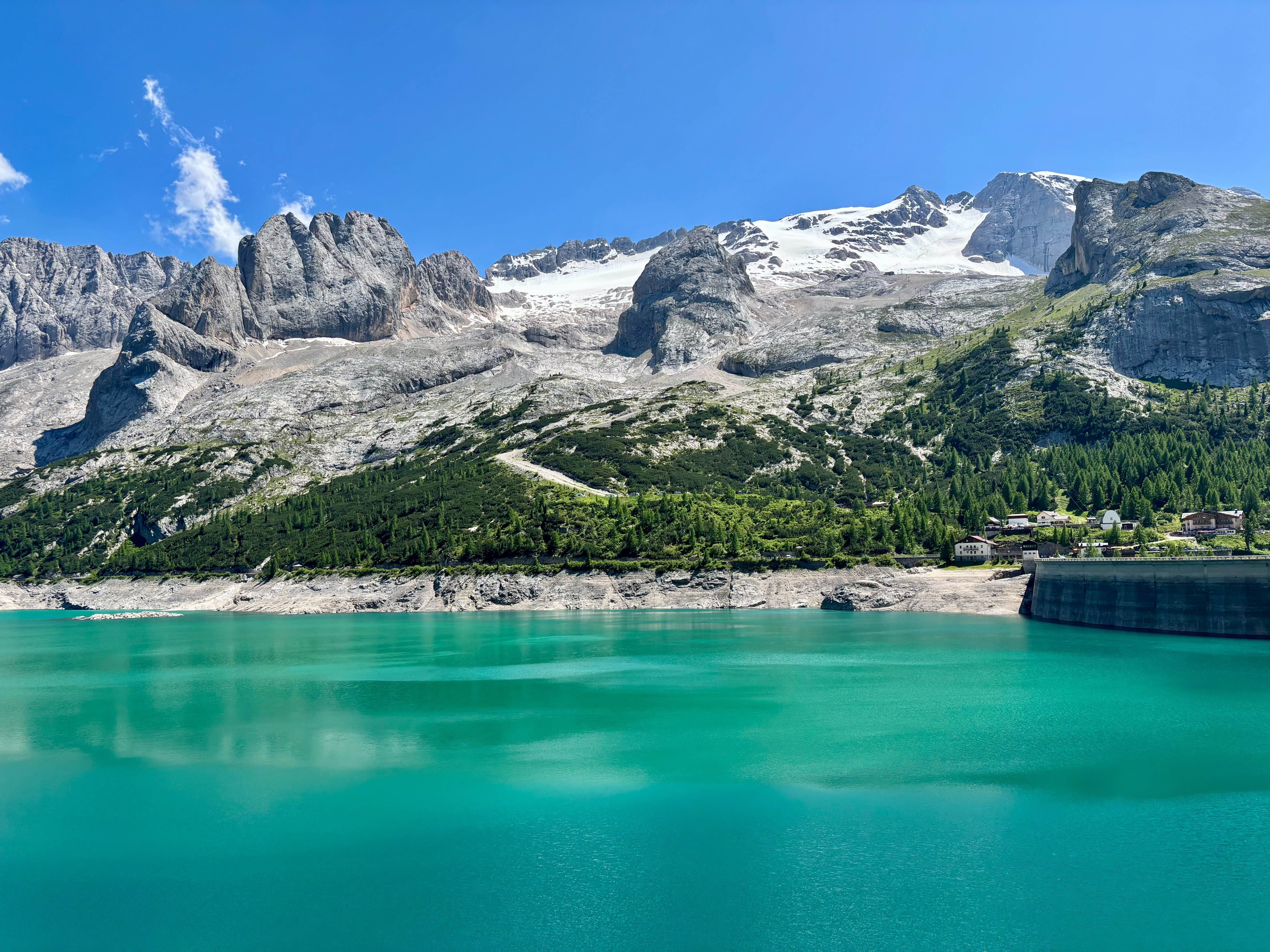
O Lago Fedaia
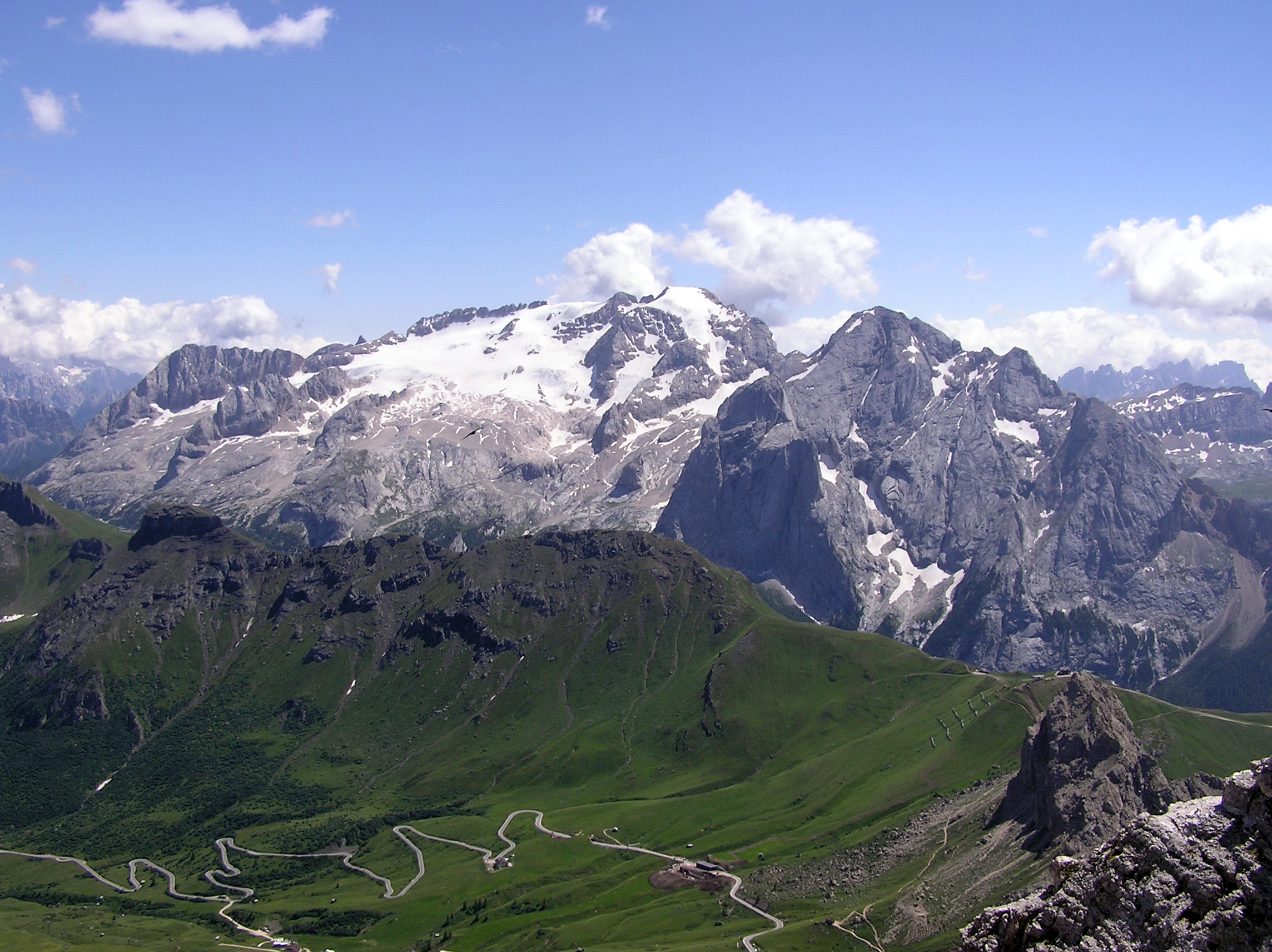
Vertente norte do Marmolada vista do passo Pordoi

## Ligações externas

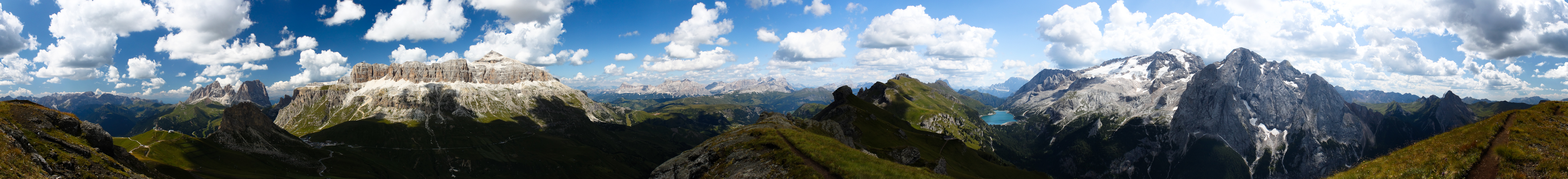
Panorama de 360° sobre o Marmolada, Fedaia e grupo Sella